# Butterfly Effect
«Butterfly Effect» (estilizado en mayúsculas) en español:—«Efecto Mariposa»—es una canción del rapero y cantante estadounidense Travis Scott. Fue lanzado por Epic Records el 15 de mayo de 2017, como el sencillo principal del tercer álbum de estudio de Scott, Astroworld (2018). La canción fue escrita por Scott con los productores canadienses Murda Beatz y Felix Leone.

## Fondo
Durante una actuación en Portsmouth, Virginia, el 4 de mayo de 2017, Scott insinuó el lanzamiento de nueva música en un estilo libre. Se puede escuchar a Scott diciendo: "Dropping new music in a few days. Bout to go crazy for a few days." (en español: "Lanzamiento de nueva música en unos días. A punto de volverse loco por unos días"). La canción fue lanzada junto con otras dos canciones de Scott en SoundCloud, incluyendo "A Man" y "Green & Purple". (este último, con el rapero estadounidense Playboi Carti).

## Recepción
Lawrence Burney de la revista Vice dijo: "'Butterfly Effect' es un número de Scott arrastrado en los libros de texto, con coros que suenan inquietantemente similares a 'Slippery' de Migos". Madeline Roth de MTV dijo que la canción es "nebulosa" y de "baja-llave". De manera similar, Tom Breihan de Stereogum dijo: "'Butterfly Effect' es discreto y melódico, con una producción nítida de Murda Beatz, colaboradora de Drake". 
"Butterfly Effect" debutó en el número 99 en el Billboard Hot 100 de EE. UU. En la semana del 17 de junio de 2017, y alcanzó el puesto 50 tras el lanzamiento de Astroworld. El sencillo fue certificado cuádruple platino por la Recording Industry Association of America (RIAA) por ventas combinadas y unidades equivalentes de transmisión de 4.000.000 de unidades en los Estados Unidos.

## Video Musical
El video musical fue lanzado el 13 de julio de 2017 a través del canal de Vevo de Travis Scott.  Fue dirigido por BRTHR, quien también dirigió el video de "Goosebumps" de Scott.

## Actuaciones en vivo
El 17 de mayo de 2017, Scott interpretó "Butterfly Effect" por primera vez en un espectáculo en St. Louis. El 27 de agosto de 2017, interpretó la canción con Thirty Seconds to Mars en los MTV Video Music Awards. Scott también interpretó la canción en los MTV Europe Music Awards el 12 de noviembre de 2017.